# Antico municipio di Bolzano

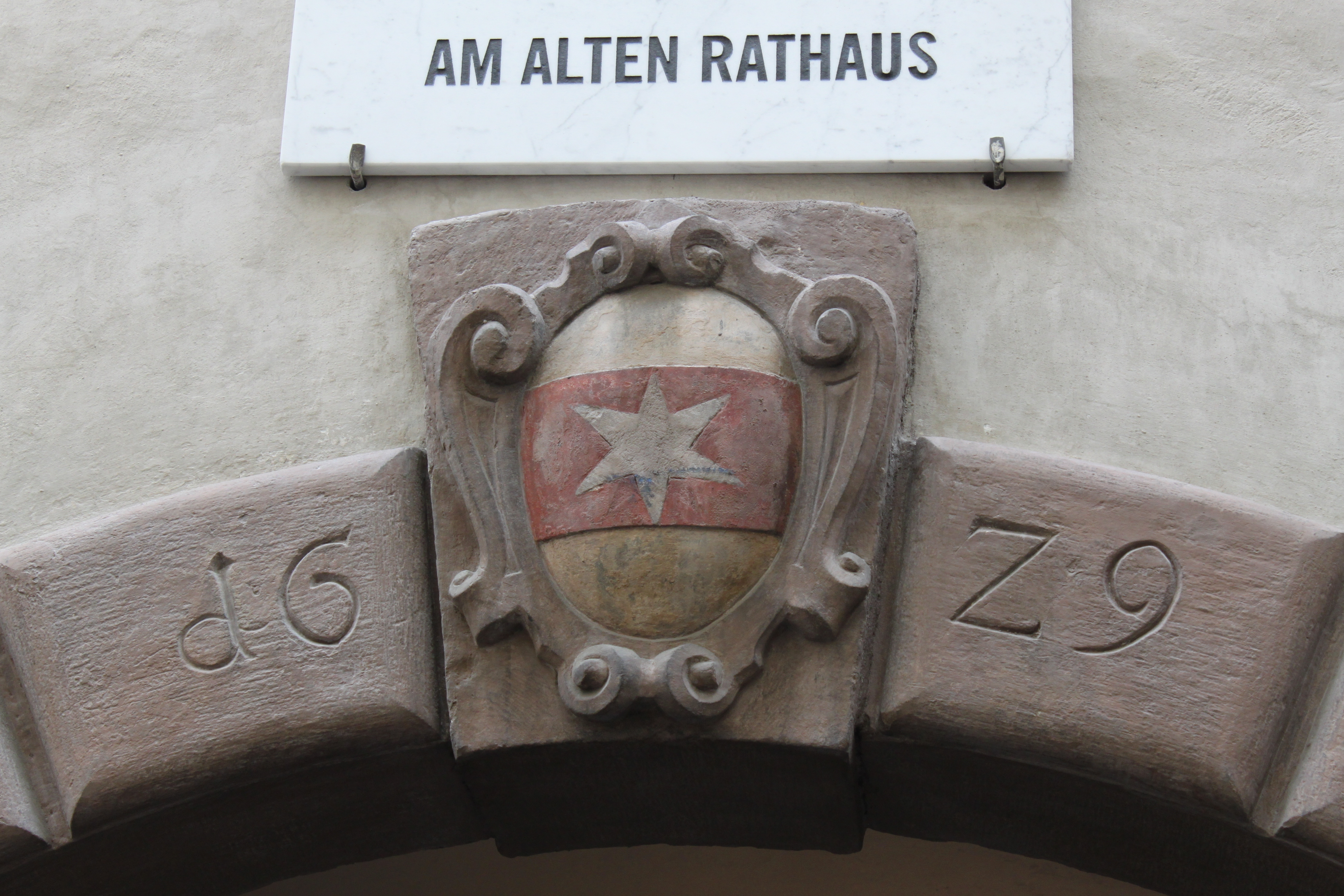
Lo stemma di Bolzano apposto sul portone dell'antico municipio

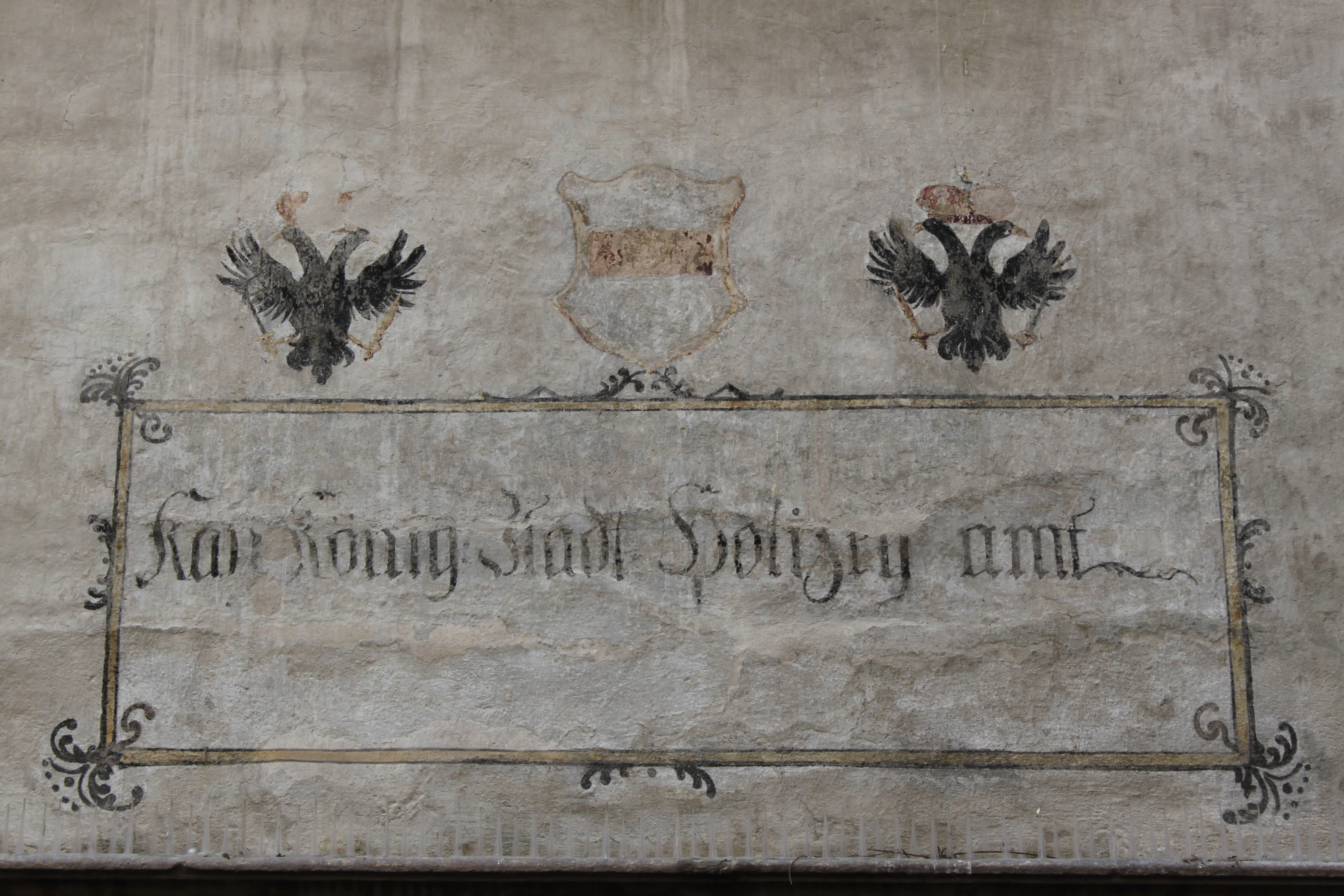
Insegna del primo Ottocento indicante il Kay[serlich] König[liches] Stadt Polizey amt, l'ufficio di polizia cittadino

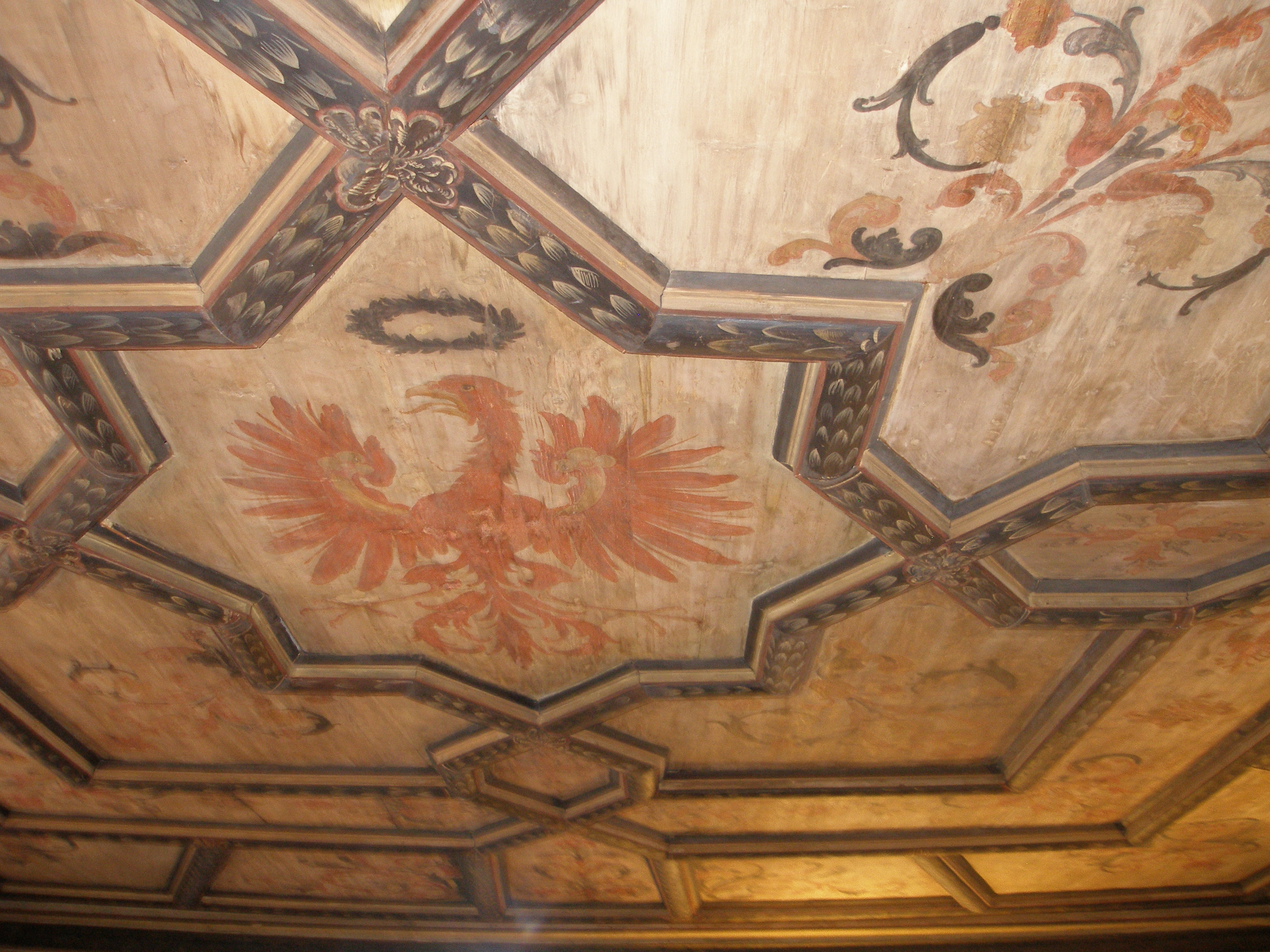
L'aquila tirolese del 1600 ca. presente nella sala della dieta tirolese

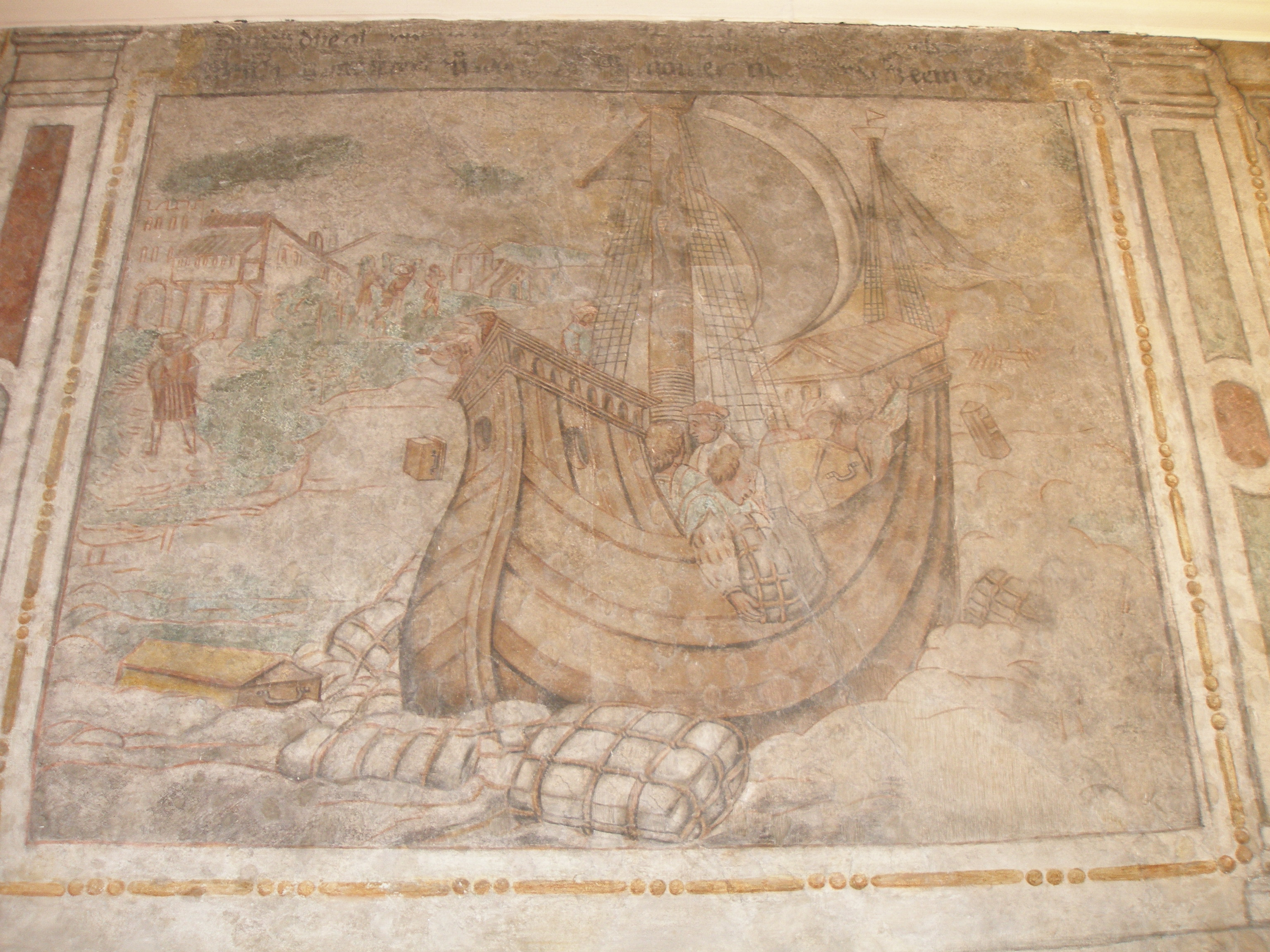
Dagli affreschi del pittore Georg Müller di Bamberga nella sala consiliare storica, 1597

L'Antico municipio di Bolzano (in tedesco Altes Rathaus von Bozen) è uno storico edificio in stile tardo rinascimentale, sotto tutela dei beni storico-artistici dal 1977, posto nel centro medievale di Bolzano tra le vie Dr. Streiter 25 e Portici 30. Esso dalla seconda metà del Quattrocento sino al 1907 fungeva da sede dell'amministrazione cittadina, luogo di riunione del consiglio comunale e ufficio del borgomastro.

## Storia
Il 24 gennaio 1455 Jakob Kürschner di Bressanone vendette la casa appena distrutta da un incendio, la cosiddetta «des von Vilanders haws» (chiamata così dagli antichi proprietari, i signori di Villanders) al comune di Bolzano che lo adattò, ristrutturandola, da municipio. La struttura copre un passaggio pubblico che collega l'asse centrale del nucleo antico di Bolzano, i Portici (Lauben) con la via Dr. Streiter, e comprende al suo centro un atrio e una loggia tardogotica. La parte che dà sui Portici, ristrutturata dopo i pesanti danni dovuti ai bombardamenti subiti nella seconda guerra mondiale, dal 2001 ospita l'Archivio Storico della Città di Bolzano. Esso conserva al pianterreno volte gotiche con affreschi architettonici di Conrad Waider di Straubing.
La parte che dà su via Dr. Streiter fu rimaneggiata nel 1597/98 dal capomastro lombardo Antonio Carlone in forme tardorinascimentali e comprende, al suominterno, l'antica sala consiliare (Alter Ratssaal) con gli affreschi di Georg Müller di Bamberg, datati 1597 con motivi emblematici tratti dal Somnium Scipionis di Cicerone, nonché l'antica sala consiliare della Dieta Tirolese (Sitzungssaal des Tiroler Landtags) con l'aquila tirolese raffigurata su un pregiata soffitto in legno.